# Afraid of Sunlight
Afraid of Sunlight es el octavo álbum de estudio de Marillion, publicado en 1995. Fue el último para EMI (que puede, aun así, continuar publicando material de recopilaciones y retrospectivos, así como distribuir algunas grabaciones posteriores). Fue el primer álbum de estudio de Marillion que no alcanzó el Top 10 en la Lista del Reino Unido, alcanzando el número 16 y cayendo fuera de los 40 más vendidos tras dos semanas. A pesar de esto, es uno de los discos de este grupo más aclamados por la crítica y estuvo incluido en 'Q Magazine' como uno de los "Discos del Año 1995". Fue retrospectivamente descrito por Jeri Montesano de Allmusic como "la cumbre del crecimiento de Marillion, un impresionante trabajo" y por su colega Jason Ankeny como "el trabajo más consistente de Marillion hasta la fecha".

## Composición
Sin ser un álbum conceptual como tal, Afraid of Sunlight examina repetidamente el lado destructivo de la celebridad. En particular, se refiere a las emociones de personalidades autodestructivas como James Dean; "Out of this world" versa sobre el corredor Donald Campbell, poseedor del récord mundial de velocidad sobre agua y tierra, que murió en un accidente, en 1967; mientras "Gazpacho" parece referirse a Mike Tyson. "King" se refiere a Elvis Presley, Kurt Cobain, y Michael Jackson. La canción "Beyond You" es una reminiscencia de  Phil Spector's Wall of Sound productions, y está grabado en mono, en vez de estéreo.
La primera mitad del álbum tiene un tono más satírico. "Gazpacho" ironiza sobre el estilo de vida de Hollywood, "Caníbal Surf Babe" es un pastiche de Beach Boys inspirado en películas de horror de serie-Z, y la letra utópica de "Beautiful" podría ser la perspectiva de una menospreciada celebridad.
Steve Hogarth mencionó el film de Martin Scorsese de 1980 Toro Salvaje, definiéndolo como la incapacidad de un boxeador de asumir la fama, y como fuerte influencia en el álbum. Hogarth También citó a O.J. Simpson, que en el momento de la grabación del álbum estuvo siendo juzgado por asesinato, como otra importante influencia. En "Gazpacho" puede oírse de fondo el sonido del reportaje que explica la huida de Simpson de la policía.
Los restos del Bluebird K7 de Donald Campbell y su cadáver no fueron recuperados hasta el 28 de mayo de 2001, cuando el buzo Bill Smith, inspirado por "Out of this world" decidió buscar el pecio. Tanto Steve Hogarth como Steve Rothery estuvieron presentes durante el rescate.

## Lista de temas

### Cara uno
1. "Gazpacho" – 7:28 (John Helmer, Steve Hogarth, Mark Kelly, Ian Mosley, Steve Rothery, Pete Trewavas)
2. "Cannibal Surf Babe" – 5:25 (Helmer, Hogarth, Kelly, Mosley, Rothery, Trewavas)
3. "Beautiful" – 5:12 (Hogarth, Kelly, Mosley, Rothery, Trewavas)
4. "Afraid of Sunrise" – 5:01 (Helmer, Hogarth, Kelly, Mosley, Rothery, Trewavas)

### Cara dos
1. "Out of This World" – 7:54 (Helmer, Hogarth, Kelly, Mosley, Rothery, Trewavas)
2. "Afraid of Sunlight" – 6:49 (Helmer, Hogarth, Kelly, Mosley, Rothery, Trewavas)
3. "Beyond you" – 6:10 (Hogarth, Kelly, Mosley, Rothery, Trewavas)
4. "King" – 7:03 (Hogarth, Kelly, Mosley, Rothery, Trewavas)

### Pistas del bonus CD remasterizado
1. "Icon" – 6:04
2. "Live Forever" – 4:34
3. "Second Chance" (Dave Meegan Mix of Beautiful) – 5:14
4. "Beyond You" (Demo) – 5:17
5. "Cannibal Surf Babe" (Studio Outtake) – 5:59
6. "Out of This World" (Studio Outtake) – 7:27
7. "Bass Frenzy" – 1:17
8. "Mirages" (Demo) – 6:02
9. "Afraid of Sunlight" (Acoustic Demo) – 6:49
10. "Sympathy (For The Road Crew)"

Nota: La última pista del CD 2 solo puede ser obtenerse informáticamente mediante contraseña, que puede ser encontrada en la página Marillion.com Archivado el 17 de octubre de 2006 en Wayback Machine. – Afraid of Sunlight.

## Formatos y reediciones
El álbum fue originalmente publicado en casete, elepé de vinilo y CD. En 1998, como parte de una serie de los primeros ocho álbumes de estudio de Marillion, EMI reeditó Afraid of Sunlight con sonido remasterizado y un segundo disco que contiene material extra, listado más arriba. La edición remasterizada fue posterior, y estuvo disponible sin el contenido extra.
Un nuevo vinilo de 180 gramos fue editadoen septiembre de 2013 por Archivado el 5 de agosto de 2016 en Wayback Machine. EMI. Es idéntico al vinilo original de 1995.

## Acogida
Q (Revista) 4/5 "...Un viaje de 40 minutos que toca el legado de Brian Wilson, Todd Rundgren y Los Beatles, mientras escarba en las trivialidades experimentales de Jellyfish o Split Enz. En ocasiones hay un tono lúgubre, pero la voz de Steve Hogarth es encantadora, lacrimógena y siempre preciosa..."

## Miembros

### Marillion
- Steve Hogarth (aka "H") – Voz, teclados, percusión
- Steve Rothery – Guitarras
- Mark Kelly – Teclados
- Pete Trewavas – Bajos
- Ian Mosley – Baterías

### Músicos adicionales
- Barbara Lemzy: Voz adicional

## Producción
- Arreglos y Producción: Marillion & Dave Meegan
- Ingeniero de sonido: Dave Meegan
- Ingenieros ayudantes: Stuart Cada, Michael Hunter, Andrea Wright
- Mezcla: Michael Bauer, Nick Davies, Dave Meegan
- Edición Digital y Masterizado: Peter Mew

## Posición en las listas de los más vendidos
| Año  | Lista          | Posición |
| ---- | -------------- | -------- |
| 1995 | UK Album Chart | 16       |